# Анненкова-Бернар, Нина Павловна
Нина Павловна Анненкова-Бернар (урожд. Анна Павловна Бернард, в первом браке — Дружинина, во втором — Борисова, 28 января 1859, Псков — 30 июня 1933, Оренбург) — русская актриса и писательница. Народная артистка Казахской АССР (1924).

## Биография
Анна Павловна Бернард родилась в 1859 году во Пскове в семье чиновника казённой палаты П. Г. Бернарда и А. Е. Окуневой. Училась в Мариинской женской гимназии (Санкт-Петербург) и занималась на драматических курсах под руководством Веры Васильевны Самойловой.
В 1880—1888 годах под псевдонимом Нина Анненкова-Бернар выступала в провинции — в Вильно, Казани, Оренбурге, Самаре и других городах, затем — в театре Горевой (Москва, 1889), а в 1890—1893 годах — в Александринском театре. Среди исполненных ролей: Жанна д’Арк («Орлеанская дева»), Катерина («Гроза»), Негина («Таланты и поклонники»), Нина («Маскарад»), Королева («Дон Карлос»), Юдифь («Уриэль Акоста») и др.
С середины 1890-х годов публиковала повести и рассказы в периодических изданиях, в частности в журналах «Русское богатство», «Русская мысль», «Неделя», «Вестник Европы».
Отдельно были изданы её «Рассказы и очерки» (1901), повесть «Бабушкина внучка» (1903) и драма «Дочь народа» (1903). Последняя представляла собой интерпретацию истории Жанны д’Арк и была создана для бенефиса В. Ф. Комиссаржевской. Сама Комиссаржевская в письме к Е. П. Карпову писала о пьесе: «Отрешитесь от Шиллера — его Иоанна д’Арк плод его гениальной фантазии, а это настоящая, какой она была… <…> Если бы Вы знали, как мне хочется, чтобы эта пьеса вышла. Мне нравится роль, я могу ее сыграть». Усилия Комиссаржевской, направленные на постановку «Дочери народа» в Александринском театре, ни к чему не привели (ей было предложено сыграть в «Орлеанской деве» Шиллера), после чего актриса покинула театр.
На издание пьесы 1903 года нейтральный отзыв в «Весах» опубликовал Вяч. И. Иванов (при этом в 1914 году его реакция на чтение «Дочери народа» самой Анненковой-Бернар была настолько резкой, что довела автора до слёз).
В дальнейшем Анненкова-Бернар несколько лет сама исполняла роль Жанны в собственной пьесе в постановке Суворинского театра. В 1914 году «Дочь народа» была поставлена в Театре народного дома (в главной роли — М. А. Ведринская).
После Октябрьской революции жила в Оренбурге, где некоторое время руководила театральной студией. Продолжала литературную деятельность, в частности создала пьесы «Бекет» (1923) — о батыре Бекете Серкебаеве и «Ураганы» (1924). Первая из них в 1923 году была поставлена в Оренбургском государственном театре, при этом Анненкова-Бернар исполнила в постановке роль Ул-басун — матери главного героя.
Скончалась в 1933 году.